# Pacific Grove
Pacific Grove is een kuststad in Monterey County, centraal Californië, Verenigde Staten van Amerika, bekend om zijn Victoriaanse huizen, musea, de jaarlijkse migratie van de Monarchvlinders, John Steinbeck en historisch Cannery Row, het Aquarium, en het beroemd biologisch laboratorium van Stanford University.

## Demografie
Bij de volkstelling in 2000 werd het aantal inwoners vastgesteld op 15.522.
In 2006 is het aantal inwoners door het United States Census Bureau geschat op 14.865, een daling van 657 (-4.2%).

## Geografie
Volgens het United States Census Bureau beslaat de plaats een oppervlakte van
10,3 km², waarvan 7,4 km² land en 2,9 km² water.

## Plaatsen in de nabije omgeving
De onderstaande figuur toont nabijgelegen plaatsen in een straal van 8 km rond Pacific Grove.

## Geboren
- Josh Randall (27 januari 1972), acteur